# Dance of December Souls
Dance of December Souls — музичний альбом гурту Katatonia. Виданий у грудні 1993 року лейблами No Fashion Records, Helion Records, Century Media Records та Black Lodge Records. Загальна тривалість композицій становить 53:35. Альбом відносять до напрямку дум-метал.

## Список пісень
1. «Seven Dreaming Souls (Intro)» — 0:45
2. «Gateways Of Bereavement» — 8:15
3. «In Silence Enshrined» — 6:30
4. «Without God» — 6:51
5. «Elohim Meth» — 1:42
6. «Velvet Thorns (Of Drynwhyl)» — 13:56
7. «Tomb Of Insomnia» — 13:09
8. «Dancing December» — 2:18